# 千石涼太郎
千石 涼太郎（せんごく りょうたろう、1964年2月22日 - ）は、日本のノンフィクション作家・エッセイスト。北海道小樽市出身。小樽ふれあい観光大使。

## 略歴
聖学院高校卒業。大学卒業後、勁文社の編集者として、萬画家・石ノ森章太郎、噴火予知連会長の井田喜明東大地震研究所教授、元関脇・蔵間、宜保愛子、黒田みのる、大槻義彦早大教授、田宮模型、バンダイ、東映、サンライズ、ジャイアンツ、任天堂等の書籍を編集。元サントリーSP誌ライター。
フリーランスとして、アウトドア、4WD、洋酒などの分野の雑誌、および精神科医、心療内科医、心理学者等の書籍を手がける。またその一方で、故郷である北海道をテーマとした執筆活動を進め、1996年刊行の『やっぱり北海道だべさ!!』がヒットし、それ以降は県民性研究家としてテレビや雑誌のコメンテーターを務める。2008年には東京を離れ、札幌に移住。
北海道をメインテーマとした執筆活動をしつつ、小樽ふれあい観光大使、「北海道ワインツーリズム」推進協議会会長、北海道遺産ジンギスカン応援隊などを務め、地域振興の分野でも活躍中。
現在、政治や社会問題に対し、語っている。

## 書籍
- 『竹鶴とリタの夢　余市とニッカウヰスキー創業物語』 双葉社
- 『やっぱり北海道だべさ!!』 勁文社
- 『県民性の謎』 朝日ソノラマ
- 『もっとおいしい北海道の話』 T２出版
- 『酒飲みのための魚のはなし』 朝日ソノラマ
- 『日本海の時代北陸の実力』 朝日ソノラマ
- 『元気が湧いてくる言葉、心が軽くなる言葉 - 人生を熱く涼しく生きるコツ』 朝日ソノラマ
- 『なしても北海道だべや!!』 勁文社
- 『「県民性」交際術 - 出身地でわかる人付き合いのコツ』 小学館
- 『爆笑列島「日本の謎」』 朝日ソノラマ
- 『やっぱり北海道だべさ!! スペシャル版』 双葉文庫
- 『「旨い魚」の小事典』 リイド文庫
- 『出身県はなぜバレるのか？ - 県民性の謎』 リイド文庫
- 『旅のらくがき - 旅人用語の基礎知識』 リイド文庫
- 『噂の県民ジョーク』 リイド文庫
- 『なまら北海道だべさ!!』 双葉文庫
- 『いんでないかい!! 北海道』 グラフ社
- 『なんもかんも北海道だべさ!!』 双葉文庫
- 『へんでないかい!! 北海道』 グラフ社
- 『がっつり北海道だべさ!!』 双葉文庫
- 『なまら楽しい!! 北海道事典』 北海道新聞社
- 『なまら旨い!! 北海道の食材』 北海道新聞社
- 『店にレトロの風情あり - 札幌古民家・石蔵・煉瓦倉庫めぐり』 北海道新聞社
- 『不思議の大地なまら北海道』 廣済堂出版
- 『口癖の心理学 - 言葉の裏を読み、本音を見抜くコツ』 柏艪舎
- 『治る患者学 - 賢い患者になるための闘病生活ハンドブック』 柏艪舎
- 『北海道はじめて物語 - 北の大地の発祥と起源なんだわ!!』 廣済堂出版
- 『やっぱり北海道だべさ!! リターンズ』 双葉文庫

## 連載
- 「カイ」（ノーザンクロス）
- 「プランドゥ リフォーム」（CHINTAI）

## 過去の連載・掲載
- 「オフロードエクスプレス」
- 「Liquor Shop」
- 「Infield」
- 「Monthly Walker」
- 「らくらくらいふ」
- 「CLUE」（北海道アルバイト情報社）
- 「北海道新聞」
- 「読売新聞」
- 「フリューゲルス・アイ」

等々

## コメント
朝日新聞、読売新聞、毎日新聞、北海道新聞、日刊スポーツ、日刊ゲンダイ、an・an（マガジンハウス）、Big Tomorrow（青春出版）、その他多数。

## 講演
- 国際観光コンベンションフォーラム「学びと観光ー北海道からの発信」
- 北海道電力主催「北の外食産業応援セミナー いま外食産業の求められているもの」
- 後志教育研修センター「求められる人とは」
- ニセコ町商工会50周年記念「ホスピタリティが、潤いある社会をつくる」
- ベル食品「創立50周年記念式典講演」
- 網走中央商店街組合「求められる人とは」
- 小樽ロータリークラブ「出版文化崩壊の危機」
- 札幌ロータリークラブ「北海道をホスピタリティ・アイランドに」
- 根室西ロータリークラブ「北海道再生の鍵はホスピタリティにあり」
- 商工中金「観光とホスピタリティ」
- 安平町教育委員会「やっぱり北海道だべさ！いんでないかい安平町！」
- 羽幌らいらっく会「地域活性化・観光振興の決め手を探る」
- 小樽信漁連「明日の北海道にために」
- 美瑛農協「求められる人とは」
- 小樽市民大学講座「行きたい街から、生きたい街へ」
- 北見市民大学講座「人間観察と表現のススメ」
- 北海道新聞主催「どさんこフォーラム　道民性ってなんだろう？」
- 双葉社主催「なんもかんもどさんこ講座　～北海道の食について」
- 北海道遺産ジンギスカン応援隊「ジンギスカンフォーラム」

## メディア出演
- さんまのイメージ大検証（TBS）[いつ?]
- ベストタイム（TBS）[いつ?]
- のりゆきのトークDE北海道（UHB）[いつ?]
- イチオシ!（HTB）[いつ?]
- グッチーの 今日ドキッ!（HBC）[いつ?]
- D!アンビシャス（STV）[いつ?]
- スマイル　マルシェ（FM northwave）[いつ?]
- PM POWER RADIO（FM northwave）[いつ?]
- 〜Cheers Radio〜（FM northwave）[いつ?]
- lief（FM北海道）[いつ?]
- 石川恵のeモーニング（FMさっぽろ村ラジオ）[いつ?]
- 小樽 おたるん おたるんるん（FMおたる）[いつ?]

その他